# Суха Долина (річка)
Суха Долина — річка в Україні, у Сумському та Роменському районах Сумської області. Ліва притока Груні (басейн Дніпра).

## Опис
Довжина 15 км, похил річки — 2,5 м/км. Площа басейну 128 км².

## Розташування
Бере початок у Чижовому. Тече переважно на південний захід понад Потопихою і в Подільках впадає у річку Грунь, праву притоку Псла. На деяких ділянках пересихає. 
У Потописі поруч з річкою проходить автомобільна дорога Т 1913.